# James Wolfensohn
Sir James David Wolfensohn (Sydney, 1º dicembre 1933 – New York, 25 novembre 2020) è stato un banchiere, economista e schermidore australiano naturalizzato statunitense, che fu il nono presidente della Banca Mondiale dal 1995 al 2005.
Durante il suo mandato presso la Banca Mondiale, gli fu attribuita l'attenzione alla riduzione della povertà e un ripensamento del finanziamento dello sviluppo, guadagnandosi il riconoscimento come "banchiere dei poveri" del mondo. Negli altri suoi ruoli, gli furono attribuite azioni che riportarono la Chrysler Corporation dall'orlo della bancarotta e migliorarono anche le finanze delle principali istituzioni culturali degli Stati Uniti, tra cui la Carnegie Hall e il Kennedy Center. Alla Banca Mondiale fece due mandati su nomina del presidente degli Stati Uniti Bill Clinton; in seguito ricoprì vari incarichi presso organizzazioni di beneficenza e think tank politici, tra cui la Brookings Institution.
Nelle Olimpiadi di Melbourne del 1956 fu capitano della squadra australiana di scherma.

## Biografia
Wolfensohn nacque il 1º dicembre 1933 a Sydney, nel Nuovo Galles del Sud, in Australia. Suo padre Hyman, noto come Bill, nacque a Londra da immigrati ebrei austriaci, mentre sua madre Dora era nata in Belgio da genitori polacchi.  Suo padre era un "uomo d'affari molto intelligente ma fallito" che aveva precedentemente lavorato per la famiglia di banchieri Rothschild. I genitori di Wolfensohn si recarono in Australia nel 1928. Prese il nome da James Armand de Rothschild, l'ex datore di lavoro di suo padre, di cui condivideva la data di compleanno. Sua madre cantava nella radio australiana e gli dava lezioni di piano, instillando in lui l'amore per la sinfonia. Al liceo, prese parte a opere, inclusa l'interpretazione di ruoli femminili nelle operette di Gilbert e Sullivan.
Wolfensohn crebbe in un appartamento con due camere da letto a Edgecliff. Suo padre aveva difficoltà finanziarie e nella sua autobiografia, A Global Life, Wolfensohn descrisse come l'insicurezza monetaria fosse un dato di fatto fin dall'infanzia e spiegò che era sempre alla ricerca di un cuscino per proteggersi in qualche modo da essa. Wolfensohn frequentò la Woollahra Public School, e poi la Sydney Boys High School. Entrò all'Università di Sydney all'età di 16 anni, laureandosi in giurisprudenza. Nel 1959 conseguì un Master in Business Administration (MBA) presso la Harvard Business School.  Nelle sue memorie del 2010 rivelò di essere stato bocciato in diversi corsi universitari, incluso quello di inglese, e ammise di essere stato uno "sviluppatore tardivo".
Wolfensohn fu capitano della squadra australiana di scherma durante i Giochi della XVI Olimpiade di Melbourne del 1956 e ufficiale nella Air Force australiana.
Una volta terminato l'iter di studi negli Stati Uniti lavorò per il colosso svizzero dei cementi Holderbank per poi far ritorno in Australia, dove lavorò per vari istituti bancari approdando quindi alla J. Henry Schroders, una banca di investimenti londinese, di cui fu il direttore dell'ufficio di New York dal 1970 al 1976; in seguito passò alla Salomon Brothers. Nel 1980 prese la cittadinanza statunitense e fondò la sua compagnia James D. Wolfensohn, Inc. Nel 1995 fu nominato presidente della Banca Mondiale e ricoprì tale carica fino al 2005.

## Carriera aziendale
Prima di frequentare Harvard, Wolfensohn era un avvocato presso lo studio legale australiano Allen, Allen & Hemsley a Sydney (ora Allens). Dopo la laurea ad Harvard, Wolfensohn lavorò per il colosso svizzero dei cementi Holderbank (ora Holcim) e per un'azienda di condizionatori d'aria che lo costrinse a viaggiare attraverso l'India, la Nigeria, la Grecia, il Messico, l'America Latina e altri paesi in via di sviluppo. Nel suo libro di memorie, "A Global Life", scrisse sulla povertà e l'ingiustizia: "L'ingiustizia era così sorprendente che difficilmente riuscivo ad assorbire ciò che avevo di fronte. Sapevo cosa aspettarmi intellettualmente, ma la realtà è stata uno shock. Ha lasciato un segno indelebile. Ciò influenzerà la mia vita successiva". Fece poi ritorno in Australia dove lavorò per vari istituti bancari, tra cui Darling & Co. 

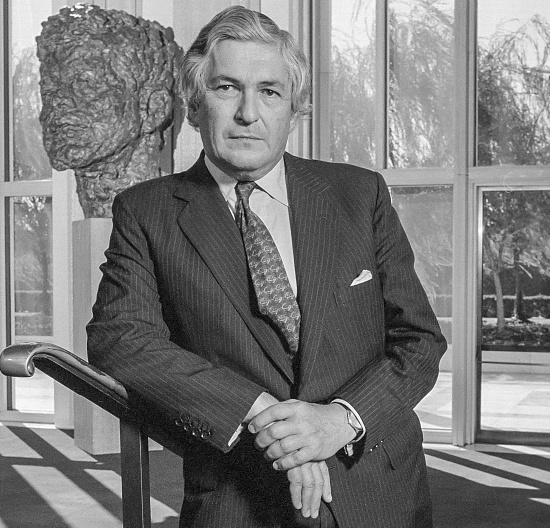
Wolfensohn al Kennedy Center for the Performing Arts nel 1990

Alla fine degli anni '60, divenne direttore del principale azionista di Darling, J. Henry Schroder & Co, una banca di investimento con sede a Londra. Fu dirigente senior presso l'ufficio di Londra prima di diventare amministratore delegato dell'ufficio di New York della banca dal 1970 al 1976. In seguito diventò dirigente senior presso Salomon Brothers. Nel 1979, insieme all'allora amministratore delegato della Chrysler Corporation Lee Iacocca e all'allora presidente della Fed di New York Paul A. Volcker (che in seguito divenne presidente del consiglio dei governatori della Federal Reserve), Wolfensohn contribuì a orchestrare il salvataggio della Chrysler sull'orlo della bancarotta. In quello che è stato descritto come il più grande salvataggio aziendale dell'epoca, oltre alle sue capacità bancarie, Wolfensohn divenne noto per aver svolto un ruolo nell'appianare una spaccatura culturale tra Lee Iacocca e i banchieri giapponesi, che continuarono a investire più di 600 milioni di dollari nell'azienda.
Nel 1980 divenne cittadino naturalizzato degli Stati Uniti e si cominciò a parlare di lui come un candidato a succedere a Robert McNamara alla preidenza della Banca Mondiale. In quel periodo Wolfensohn rinunciò alla cittadinanza australiana per riprenderla poi nell'ottobre 2010.  Successivamente fondò la sua società di investimento, James D. Wolfensohn, Inc., insieme a vari partner tra cui Paul Volcker.  Dopo aver accettato la nomina a presidente della Banca Mondiale nel 1995, Wolfensohn cedette la sua partecipazione in James D. Wolfensohn, Inc. L'azienda fu successivamente acquistata da Bankers Trust. L'azienda aveva una clientela diversificato che includeva Ralph Lauren Corporation e Mercedes-Benz.
Negli anni '80 e '90 fu presidente della Carnegie Hall e successivamente del Kennedy Center. In entrambi questi luoghi gli fu attribuito il merito di aver stabilizzato le finanze delle organizzazioni culturali e di aver gestito le loro carenze di bilancio. Al Kennedy Center spinse per uno spostamento della programmazione verso programmi "piacevoli al pubblico", tra cui Phantom of the Opera e Cats di Andrew Lloyd Webber. Gli scontri con questo approccio spinsero la direttrice artistica Marta Istomin a dimettersi nel 1990.

## Presidente della Banca Mondiale

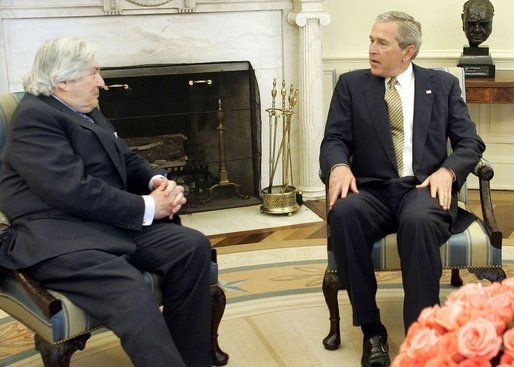
Wolfensohn (a sinistra) con il presidente degli Stati Uniti George W. Bush nello Studio Ovale, 2005

Wolfensohn divenne il nono presidente della Banca Mondiale il 1º luglio 1995 dopo essere stato nominato dal presidente degli Stati Uniti Bill Clinton. Fu sostenuto all'unanimità dal consiglio di amministrazione esecutivo della banca per un secondo mandato di cinque anni nel 2000, diventando la terza persona a ricoprire due mandati in quel ruolo dopo Eugene R. Black e Robert McNamara. Visitò più di 120 paesi in tutto il mondo durante il suo mandato come presidente. Parlando della Repubblica popolare cinese, disse: "La Cina non ha mai preso in prestito meno di 3 miliardi di dollari all'anno durante il mio mandato. Era il cliente più importante". Credeva che la Repubblica popolare cinese cercasse di ottenere know-how oltre al denaro dalla Banca, con la Repubblica popolare che passava da mutuatario netto a detenere oltre due trilioni e mezzo di riserve di valuta estera.

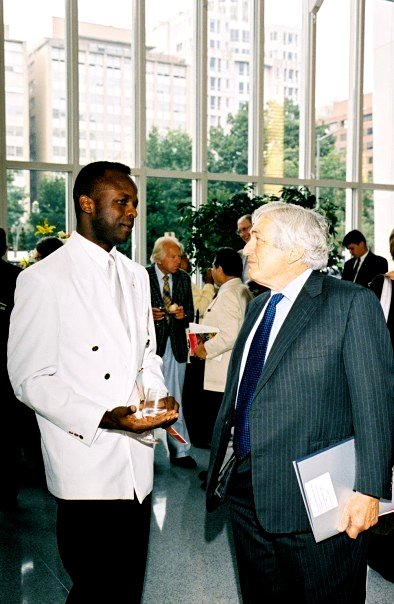
L'artista nigeriano Ibiyinka Alao e James D. Wolfensohn a Washington, DC nel 2004

Wolfensohn venne riconosciuto, tra l'altro, come il primo presidente della Banca mondiale a richiamare l'attenzione sul problema della corruzione nel settore del finanziamento dello sviluppo.  Le sue riforme durante la sua permanenza alla Banca Mondiale gli valsero il riconoscimento come paladino dei poveri del mondo. È stato accreditatoanche per le riforme della Banca Mondiale, tra cui il decentramento e gli investimenti tecnologici. Nel giugno 1996, scrisse una nota in cui informava che sarebbero stati effettuati audit a campione dopo aver istituito uno staff di audit interno presso la Banca Mondiale.
Il periodo trascorso presso la Banca fu anche un periodo di passaggio da complessi progetti infrastrutturali nelle economie in via di sviluppo a programmi guidati dal settore sociale.  Durante questo periodo, la Banca Mondiale divenne uno dei maggiori finanziatori di programmi sanitari e di istruzione primaria globale, compresi i programmi contro l’HIV/AIDS.  Propose anche programmi di cancellazione del debito per molte nazioni dell'Africa e dell'America Latina.
Portò l'attenzione sull'Africa contemporanea ospitando il pluripremiato artista nigeriano Ibiyinka Alao durante lo spettacolo "Visions and Vignettes" presentato dal World Bank Art Program.

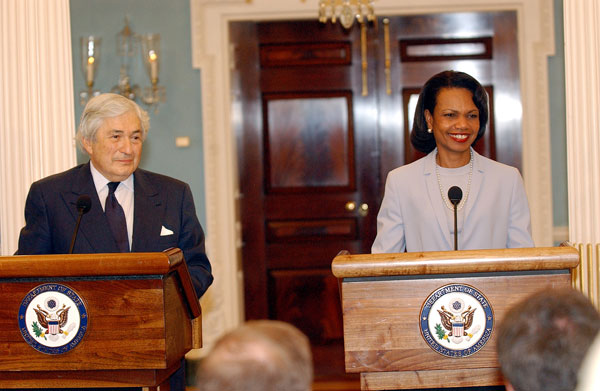
Wolfensohn e Condoleezza Rice ad una conferenza stampa nel 2006

Il 3 gennaio 2005 Wolfensohn annunciò che non avrebbe cercato una terza nomina a presidente. Durante il suo mandato, l'Alfalfa Club, vicina alla famiglia Bush, lo propose come candidato alla presidenza degli Stati Uniti nel 2000, nonostante fosse costituzionalmente non idoneo a causa della clausola del cittadino naturalizzato nell'articolo II della Costituzione degli Stati Uniti.  Fece il consulente del Grassroots Business Fund.
Sempre quell'anno fondò Wolfensohn & Company, LLC, una società privata che collabora con governi e grandi aziende che operano nei mercati emergenti. È stato anche presidente dell'International Advisory Board di Citigroup. name="citigroup"/> Nel 2009 diventò membro dell'International Advisory Council del fondo sovrano cinese China Investment Corporation.

## Vita privata
Wolfensohn sposò Elaine Botwinick, sorella dell'imprenditore IT Edward Botwinick, nel 1961. Ebbero tre figli e sette nipoti.  Elaine Botwinick morì nell'agosto 2020, tre mesi prima della morte di Wolfensohn.
Wolfensohn iniziò gli studi di violoncello con Jacqueline du Pré, un'amica, all'età di 41 anni quando lei si offrì di insegnargli a condizione che si esibisse nel giorno del suo cinquantesimo compleanno alla Carnegie Hall di New York City, cosa che lui fece. Lo ripeté poi in occasione dei 60 e 70 anni con Yo-Yo Ma e Bono Continuò a suonare ed apparve, insieme ad amici musicisti, in eventi privati alla Carnegie Hall e altrove.
Wolfensohn era residente a Jackson Hole, nello Wyoming. Morì il 25 novembre 2020 a Manhattan per complicazioni dovute a polmonite, all'età di 86 anni, sei giorni prima del suo 87º compleanno.